# Eleccions legislatives albaneses de 2001
Les eleccions legislatives albaneses de 2001 se celebraren el 24 de juny i el 28 de juliol de 2001 per a renovar els 140 diputats de l'Assemblea de la República d'Albània. El més votat el Partit Socialista d'Albània, que es va imposar a la Coalició Unió per la Victòria, encapçalada pel Partit Democràtic d'Albània. El càrrec de primer ministre d'Albània fou ocupat per Ilir Meta (fins al 2002) i Fatos Nano.

## Resultats
Resultats de les eleccions a l'Assemblea de la República d'Albània de 24 de juny de 2001.
| Partits                                                                           | Vots      | %     | Escons         | Escons | Escons |
| Partits                                                                           | Vots      | %     | Constituències | PR     | Total  |
| --------------------------------------------------------------------------------- | --------- | ----- | -------------- | ------ | ------ |
| Partit Socialista d'Albània (Partia Socialiste e Shqipërisë)                      | 549,589   | 41.5  | 73             | 0      | 73     |
| Coalició Unió per la Victòria (Bashkimi për Fitoren)                              | 487,314   | 36.8  | 25             | 21     | 46     |
| Nou Partit Democràtic (Partia Demokrate e Re)                                     | 67,349    | 5.1   | 0              | 6      | 6      |
| Partit Socialdemòcrata d'Albània (Partia Socialdemokrate e Shqipërisë)            | 48,253    | 3.6   | 0              | 4      | 4      |
| Partit per la Unitat dels Drets Humans (Partia Bashkimi për të Drejtat e Njeriut) | 34,607    | 2.6   | 0              | 3      | 3      |
| Partit Agrari d'Albània (Partia Agrare e Shqipërisë)                              | 33,993    | 2.6   | 0              | 3      | 3      |
| Partit Aliança Democràtica (Partia Aleanca Demokratike)                           | 33,718    | 2.5   | 0              | 3      | 3      |
| Altres                                                                            | 129,692   | 9.8   | 2              | 0      | 2      |
| Total                                                                             | 1,323,900 | 100.0 | 100            | 40     | 140    |
| Font: República d'Albània: eleccions legislatives de 24 de juny de 2001           |           |       |                |        |        |